# Leandro Costa Miranda Moraes
Leandro Costa Miranda Moraes (født 18. juli 1983) er en tidligere brasiliansk fodboldspiller.